# خورخي ماس
خورخي ماس (بالإنجليزية: Jorge Mas)‏ هو شخصية أعمال أمريكي، ولد في 1963 في ميامي في الولايات المتحدة.